# Chersotis marginata
Chersotis marginata là một loài bướm đêm trong họ Noctuidae.